# Эль-Куэрверо
Эль-Куэрверо (исп. El Cuervero) — посёлок в центральной части Мексики, на территории штата Агуаскальентес. Входит в состав муниципалитета Кальвильо.

## Географическое положение
Эль-Куэрверо расположен на юго-западе штата, на левом берегу реки Кальвильо, на расстоянии приблизительно 34 километров к западу от города Агуаскальентес. Абсолютная высота — 1678 метров над уровнем моря.

## Население
Согласно данным, полученным в ходе проведения официальной переписи 2005 года, в посёлке проживало 2221 человек (1079 мужчин и 1142 женщины). Насчитывалось 490 домов. По возрастному диапазону население распределилось следующим образом: 44,5 % — жители младше 18 лет, 47,1 % — между 18 и 59 годами и 8,4 % — в возрасте 60 лет и старше. Уровень грамотности среди жителей старше 15 лет составлял 95,8 %.
По данным переписи 2010 года, численность населения Эль-Куэрверо составляла 2350 человек. Динамика численности населения посёлка по годам:
| 2000 | 2005 | 2010 |
| ---- | ---- | ---- |
| 2272 | 2221 | 2350 |